# Лісвелд
Лісвелд (нід. Liesveld) — селище в нідерландській провінції Південна Голландія. Входить до муніципалітету Моленланден.